# Eggner Trio
Das Eggner Trio ist ein 1997 gegründetes österreichisches Klaviertrio aus Wien.

## Geschichte
Das österreichische Eggner Trio wurde 1997 von den Brüdern Georg, Florian und Christoph Eggner gegründet. Das Ensemble konzertierte in zahlreichen europäischen Städten sowie in Japan, Argentinien, Uruguay, den USA, Australien und Neuseeland, sowie bei verschiedenen Festivals wie dem Kissinger Sommer, der Schubertiade Schwarzenberg, dem Heidelberger Frühling und dem Kammermusikfest Lockenhaus. Neben ihrer Kammermusiktätigkeit konzertierten die drei Brüder auch als Solisten im Tripelkonzert von Beethoven und im Tripelkonzert von Bohuslav Martinů mit dem Orchester Filharmonica dell’Umbria, dem Tasmanian Symphony Orchestra, der Südböhmischen Kammerphilharmonie Budweis und dem Tonkünstler-Orchester Niederösterreich.
Georg Eggner spielt auf einer Violine von Giovanni Pistucci (1895), Florian Eggner auf einem Violoncello von Carl Richter (1907).

## Mitglieder
Der Pianist Christoph Eggner studierte bei Paul Badura-Skoda und Oleg Maisenberg an der Universität für Musik und darstellende Kunst Wien sowie bei Brigitte Engerer und Michel Béroff am Pariser Konservatorium. Er ist Preisträger von Wettbewerben und erhielt das Leistungsstipendium der Alban Berg Stiftung.
Der Geiger Georg Eggner studierte bei Boris Kuschnir und bei Günter Pichler an der Universität für Musik und darstellende Kunst Wien. Er ist erster Preisträger der Wettbewerbe Prima La Musica, Concorso Internazionale di Musica per i Giovani, Stresa, und ORF-Geige und Leistungsstipendiat der Alban Berg Stiftung, der Dürr Stiftung und der Tokyo Foundation.
Der Cellist Florian Eggner studierte bei Wolfgang Herzer und Stefan Kropfitsch an der Universität für Musik und darstellende Kunst Wien sowie bei Clemens Hagen am Mozarteum Salzburg. Er ist erster Preisträger des österreichischen Bundeswettbewerbs Prima La Musica.

## Preise und Auszeichnungen
- 2003 Erster Preis beim Melbourne International Chamber Music Competition in Australien
- 2006 Erster Preis der „Rising Stars“-Reihe

## Diskografie
Bei Live Classics wurden das Beethoven Trio D-Dur op. 70/1 „Geistertrio“ und das Trio B-Dur op. 97 „Erzherzogtrio“ (Auszeichnung „Beste Einspielung 2008“ von Klassiek Centraal) und das Mendelssohn Trio d-Moll op. 49 und c-Moll op. 66 veröffentlicht. Bei Gramola sind eine Aufnahme der zwei Schostakowitsch Klaviertrios und des Eröd Trios op. 21, die CD „Kaleidoskop“ mit Werken zeitgenössischer österreichischer Komponisten (Johannes Berauer, Sascha Peres und Gerrit Wunder) sowie eine Einspielung mit dem Trio Nr. 2 in C-Dur, op. 87 von Johannes Brahms und dem Trio in g-Moll, op. 17 von Clara Schumann (ausgezeichnet mit dem „Pasticciopreis“ in Radio Österreich 1) erschienen.